# 孫達志

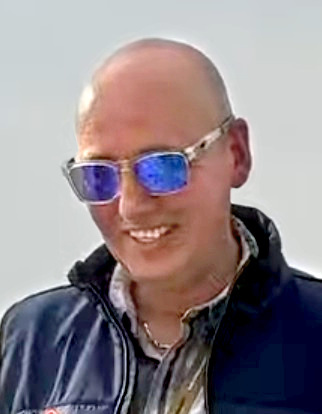
Andreas Schütz (2023)

孫達志（Andreas Schutz、1968年2月19日—），舊譯薛達志，人稱「光頭志」、「老孫」，是德國練馬師及前業餘騎師。由2014年4月10日起，他向香港賽馬會要求，將其中文名字改為「孫達志」。

## 簡介
孫達志的父親孫德思（舊譯薛德思）是練馬師，他是德國業餘騎師，曾經成為業餘騎師冠軍。後來與父親合作成為練馬師。1998年正式從父親接手馬房，立即取得好成績。在德國曾經贏得五次德國打吡、德國橡樹大賽。主要馬匹包括「西單路」、「思樂驥」、「易博來」等等，其餘比賽亦包括巴登大賽、新加坡航空國際盃、羅馬大賽等等。
2006/07年馬季，孫達志獲香港賽馬會發練馬師牌照，於2006年9月24日憑「時代明星」取得在港從練首場頭馬，亦憑好爸爸勝出主席錦標，該駒其後在翌季贏得香港一哩錦標，在港贏得第一個一級賽，並成為2007-2008年度香港馬王。
2011年6月22日，孫達志憑「好球」取得在港從練的第一百場頭馬。
2011/2012年度馬季，孫達志單季取得28場頭馬，為在港個人從練生涯最高紀錄。
孫達志從2006/07賽季起在港練馬，至2015/16年馬季結束，累積所贏頭馬共181場。2009/10、2014/15及2015/16累積三個馬季頭馬低於下限，而不獲馬會續牌。隨後，孫達志在法國重新開始練馬師生涯。
總結孫達志在港從練期間，總共贏得181場頭馬。

## 主要馬匹
- 偉奇（維托里奧卡普阿錦標）
- 西單路（曾三度來港角逐香港瓶）
- 易博來（新加坡航空國際盃、2004年世界錦標巡迴賽冠軍）
- 思樂驥（育馬者盃草地大賽）
- 時代明星（在港從練首場頭馬）
- 冠軍廊（曾在港一出即勝，2007年香港打吡大賽季軍）
- 好爸爸（主席錦標、香港一哩錦標、董事盃、女皇銀禧紀念盃、冠軍一哩賽）
- 包裝鬥士（婦女銀袋賽，已轉投姚本輝）
- 星際雄師（關本德名下馬匹，2008-2009年度跑馬地百萬挑戰盃季軍）
- 好球（在港曾七捷1800至2200米）
- 麟轉乾坤（在港曾六捷1000至1200米，隨後轉投苗禮德）
- 再來旺財、好旺財、多旺財、堅旺財（郭志桁名下部分「旺財」系賽駒）
- 卓爾非凡（曾轉投約翰摩亞，但後來回巢孫達志並取得兩捷）
- 盈喜悅（在港從練最後頭馬）
- 道安問候（法國二千堅尼）

## 在港從練成績
| 年度      | 冠  | 亞  | 季  | 殿  | 第五 | 出馬總數 | 所贏獎金    | 練馬師榜排名 | 備注     |
| --------- | --- | --- | --- | --- | ---- | -------- | ----------- | ------------ | -------- |
| 2006-2007 | 19  | 30  | 22  | 16  | 25   | 203      | $16,431,420 | 19 / 25      | 開倉首季 |
| 2007-2008 | 24  | 27  | 32  | 24  | 26   | 366      | $37,630,425 | 14 / 24      | 第2季    |
| 2008-2009 | 24  | 25  | 24  | 25  | 23   | 341      | $31,907,288 | 14 / 24      | 第3季    |
| 2009-2010 | 11* | 17  | 17  | 25  | 19   | 329      | $9,287,912  | 23 / 24      | 第4季    |
| 2010-2011 | 24  | 34  | 18  | 21  | 22   | 266      | $17,947,315 | 13 / 24      | 第5季    |
| 2011-2012 | 28  | 28  | 35  | 29  | 32   | 380      | $22,956,663 | 15 / 24      | 第6季    |
| 2012-2013 | 14  | 16  | 20  | 26  | 23   | 313      | $14,187,700 | 19 / 24      | 第7季    |
| 2013-2014 | 15  | 12  | 12  | 22  | 21   | 251      | $12,601,562 | 22 / 24      | 第8季    |
| 2014-2015 | 11* | 16  | 24  | 15  | 13   | 233      | $12,874,187 | 24 / 24      | 第9季    |
| 2015-2016 | 11* | 10  | 13  | 14  | 16   | 251      | $8,767,625  | 22 / 24      | 第10季   |
| 總計      | 181 | 215 | 217 | 217 | 220  | 2933     |             |              |          |

* 全季頭馬數目為不達標（練馬師牌照審核指引於1999/2000年度馬季首次實施，當時合格基準為12場頭馬。其後於2003/04年度馬季增至13場頭馬。2013/14年度馬季進一步上調至15場頭馬，更明確指出若然最終只勝出13或14場頭馬，獎金則要達1500萬港元方算達標【外地賽事取得頭馬及獎金皆計算在內】。）

## 在港從練資料
|                      | 日期           | 賽事                            | 場地 | 馬場     | 馬名     | 騎師   | 名次 | 獨贏賠率 |
| -------------------- | -------------- | ------------------------------- | ---- | -------- | -------- | ------ | ---- | -------- |
| 初出賽               | 1998年12月13日 | 二級賽 - 2400米（香港瓶）       | 草地 | 沙田馬場 | 西單路   | 柏兆雷 | 4    | 6.6      |
| 首勝利               | 2006年9月24日  | 第四班 - 1200米                 | 草地 | 沙田馬場 | 時代明星 | 杜利萊 | 1    | 4        |
| 級際賽初出賽         | 1998年12月13日 | 二級賽 - 2400米（香港瓶）       | 草地 | 沙田馬場 | 西單路   | 柏兆雷 | 4    | 6.6      |
| 級際賽首勝利         | 2007年3月18日  | 二級賽 - 1600米（主席錦標）     | 草地 | 沙田馬場 | 好爸爸   | 杜利萊 | 1    | 3.8      |
| 一級賽初出賽         | 2000年12月17日 | 一級賽 - 2400米（香港瓶）       | 草地 | 沙田馬場 | 西單路   | 薛達祺 | 3    | 18       |
| 一級賽初勝利         | 2007年12月9日  | 一級賽 - 1600米（香港一哩錦標） | 草地 | 沙田馬場 | 好爸爸   | 杜利萊 | 1    | 3.8      |
| 四歲系列經典賽初出賽 | 2007年2月20日  | 二級賽 - 1800米（香港經典盃）   | 草地 | 沙田馬場 | 冠軍廊   | 杜利萊 | 9    | 8.1      |
| 四歲系列經典賽首勝利 | 不適用         |                                 |      |          |          |        |      |          |

## 外部連結
- 練馬師資料 孫達志（页面存档备份，存于）
- 上訴駁回 孫達志冇牌（页面存档备份，存于）